# مسئله اساسی اقتصاد
مسئلهٔ اساسی اقتصاد (به انگلیسی: Economic problem) که گاهی اوقات سؤال اساسی اقتصاد هم نامیده می‌شود - بیان می‌کند که منابع محدود در اقتصاد برای برآورده کردن خواسته‌ها و نیازهای تمامی انسان‌ها کافی نیستند. فرض آن است که خواسته‌های انسان نامحدود هستند، اما ابزارهای برآوردن خواسته‌ها محدودند. مسئلهٔ اساسی اقتصاد، مسئلهٔ مدیریت عقلایی منابع یا مسئلهٔ استفادهٔ بهینه از منابع است. علت وجود این مسئله کمیابی منابع و امکان استفاده از منابع برای سایر کارهاست.
سه سؤال مطرح می‌شود:
- باید چه تولید کنیم؟
- چگونه تولید کنیم؟ و
- برای چه کسی تولید کنیم؟
- چه چیزی باید تولید شود؟

برای مثال «چه چیزی باید بیشتر تولید کنیم، لپ‌تاپ یا تبلت؟»
- چگونه تولید کنیم؟

برای مثال «آیا باید کارگران بیشتری را استخدام کنیم یا سرمایه‌گذاری در ماشین آلات را بیشتر کنیم؟»
- برای چه کسی تولید کنیم؟

برای مثال «آیا باید به سهامداران سود بیشتری داد یا افزایش حقوق کارگران را افزایش داد؟»
علم اقتصاد حول بررسی این سوالات اساسی شکل گرفته‌است.

## سه بخش مسئله
مسئلهٔ اساسی اقتصاد را می‌توان به سه بخش زیر تقسیم کرد.

### مسئلهٔ تخصیص منابع
مسئلهٔ تخصیص منابع به علت کمیابی به وجود می‌آید و به این پاسخ می‌دهد که کدام نیاز باید پاسخ داده شده و چه نیازی باید پاسخ‌داده‌نشده باقی بماند. به عبارت دیگر، چه چیزی باید تولید شود و به چه مقدار؟ تولید بیشتر در هر محصول تنها با کاهش مقدار تولید کالاهای دیگر امکان‌پذیر است.
مسئلهٔ تخصیص، مسئلهٔ انتخاب بین تولید بیشتر کالاهای سرمایه‌ای و کالاهای مصرفی است. اگر جامعه تصمیم به تولید بیشتر کالاهای سرمایه‌ای بگیرد، منابع کمتری برای تولید کالاهای مصرفی باقی می‌ماند؛ و در عین حال، در بلندمدت، سرمایه‌گذاری در کالاهای سرمایه‌ای منجر به تولید بیشتر کالاهای مصرفی خواهد شد. مشکل تعیین نسبت تولید مطلوب بین این دو است.

### مسئلهٔ استفادهٔ کامل از منابع
با توجه کمیابی منابع، بررسی اینکه آیا تمام منابع موجود به‌طور کامل مورد استفاده قرار گرفته یا خیر از اهمیت بالایی برخوردار است. جامعه باید با استفاده از منابع کم‌یاب موجود به حداکثر رضایت موجود برسد و از هدردادن، به‌کارنگرفتن و استفادهٔ نابهینهٔ منابع موجود بپرهیزد.

### مسئلهٔ رشد اقتصادی
اگر ظرفیت تولیدی افزایش یابد، اقتصاد می‌تواند به تدریج کالاهای بیشتری تولید کند که سطح زندگی را افزایش می‌دهد. افزایش ظرفیت تولید یک اقتصاد، رشد اقتصادی نامیده میشود. این بخش از مسئلهٔ اساسی اقتصاد در اقتصاد توسعه مورد مطالعه قرار گرفته‌است.